# Raphia gentiliana
Raphia gentiliana är en enhjärtbladig växtart som beskrevs av De Wild. Raphia gentiliana ingår i släktet Raphia och familjen Arecaceae. Inga underarter finns listade i Catalogue of Life.